# Gesnerija
Gesnerija (lat. Gesneria) je biljni rod iz porodice gesnerijevki s pedesetak do šezdesetak vrsta grmova endemičnih (ograničenih) na Karibe Dio je podtribusa Gesneriinae.

## Etimologija
Ime je rod dobio u čast Conrada Ges(s)nera (Konrad von Gesner, Conradus Gesnerus) (1516-1565), poznatog švicarskog zoologa i botaničara.

## Opis
Većina vrsta Gesneria su čvrsti grmovi (oko 1-2 m visoki) s naizmjeničnim lišćem i cjevastim do zvonastim crvenim cvjetovima. Gesneria se široko uzgaja hortikulturno. Mnoge su vrste prilagodljive sobnim uvjetima i često se mogu vidjeti na izložbama cvijeća.

## Vrste
1. Gesneria acaulis L.
2. Gesneria alpina (Urb.) Urb.
3. Gesneria aspera Urb. & Ekman
4. Gesneria barahonensis Urb.
5. Gesneria bicolor (Urb.) Simon Joly & J. L. Clark
6. Gesneria binghamii C. V. Morton
7. Gesneria brachysepala Urb. & Ekman
8. Gesneria brevifolia Urb.
9. Gesneria calycina Sw.
10. Gesneria calycosa (Hook.) Kuntze
11. Gesneria christii Urb.
12. Gesneria citrina Urb.
13. Gesneria clandestina (Griseb.) Urb.
14. Gesneria clarensis Britton & P. Wilson
15. Gesneria clasei J. L. Clark
16. Gesneria cubensis (Decne.) Baill.
17. Gesneria cuneifolia (DC.) Fritsch
18. Gesneria decapleura Urb.
19. Gesneria depressa (Griseb.) Urb.
20. Gesneria duchartreoides (C. H. Wright) Urb.
21. Gesneria ekmanii Urb.
22. Gesneria exserta Sw.
23. Gesneria ferruginea (Wright) Urb.
24. Gesneria filipes Alain
25. Gesneria flava F. Lamb. bis, Simon Joly & J. L. Clark
26. Gesneria fruticosa (L.) Kuntze
27. Gesneria glandulosa (Griseb.) Urb.
28. Gesneria gloxinioides (Griseb.) Urb.
29. Gesneria haitiensis L. E. Skog
30. Gesneria harrisii Urb.
31. Gesneria heterochroa Urb.
32. Gesneria humilis L.
33. Gesneria hybocarpa Urb. & Ekman
34. Gesneria hypoclada Urb. & Ekman
35. Gesneria jamaicensis Britton
36. Gesneria lanceolata Urb. & Ekman
37. Gesneria libanensis Linden ex C. Morren
38. Gesneria odontophylla Urb. & Ekman
39. Gesneria onychocalyx L. E. Skog
40. Gesneria parvifolia Alain
41. Gesneria pauciflora Urb.
42. Gesneria pedicellaris Alain
43. Gesneria pedunculosa (DC.) Fritsch
44. Gesneria pulverulenta Alain
45. Gesneria pumila Sw.
46. Gesneria purpurascens Urb.
47. Gesneria quisqueyana Alain
48. Gesneria radiata J. L. Clark & Cinea
49. Gesneria reticulata (Griseb.) Urb.
50. Gesneria salicifolia (Griseb.) Urb.
51. Gesneria scabra Sw.
52. Gesneria sintenisii Urb.
53. Gesneria sylvicola Alain
54. Gesneria tuberifera J. L. Clark & T. Clase
55. Gesneria ventricosa Sw.
56. Gesneria viridiflora (Decne.) Kuntze
57. Gesneria wrightii Urb.
58. Gesneria × cornuta Simon Joly